# Каролево (Ілавський повіт)
Каролево (пол. Karolewo, нім. Karlswalde) — село в Польщі, у гміні Суш Ілавського повіту Вармінсько-Мазурського воєводства.
У 1975-1998 роках село належало до Ельблонзького воєводства.